# صديقنا المشترك
صديقنا المشترك (بالإنجليزية: Our Mutual Friend)‏ (كتبت في السنوات 1864-1865) هي آخر رواية انتهى تشارلز ديكنز من كتابتها وتعد إحدى أكثر أعماله تعقيدا، حيث يجمع بين البصيرة النفسية والتحليل الاجتماعي. وبكلام الناقد جاي هيليس ميلر، فإنها تدور حول "المال، والمال، والمال، وما يمكن أن يفعله المال في الحياة"، ولكنها تدور أيضا حول القيم الإنسانية. في الفصول الافتتاحية يتم العثور على جثة في نهر التايمز، ويتم التعرف عليها بأنها جثة جون هارمون، وهو شاب عاد مؤخرا إلى لندن ليستلم ميراثه. ولو كان على قيد الحياة، فإن وصية أبيه تتطلب منه أن يتزوج بيلا ويلفر، وهي فتاة جميلة ومرتزقة لم يلتقى بها من قبل. بدلا من ذلك، فإن الأموال تنتقل إلى عائلة بوفين من الطبقة العاملة، وتنتشر آثارها في مختلف زوايا مجتمع لندن.

## ملخص الحبكة
بعد أن حقق ثروته من نفايات لندن، مات بخيلًا بغيضًا غنيًا، وكان ينفر منه الجميع باستثناء موظَّفَيه المخلصَين السيد والسيدة بوفين. وفقًا لوصيته، تذهب ثروته إلى ابنه المُبتعد عنه جون هارمون، الذي يجب عليه أن يعود من المكان الذي استقر به في الخارج (ربما في جنوب أفريقيا) للمطالبة بذلك، شريطة أن يتزوج امرأة لم يلتقِ بها أبدًا، الآنسة بيلا ويلفر. المسؤول عن تنفيذ الوصية هو المحامي مورتيمر لايتوود الذي لا يملك أي عمل آخر يمارسه.
لا يظهر الابن والوريث، على الرغم من أن البعض يميّزه ويعرفه على متن السفينة المتجهة إلى لندن. ثم يُعثَر على جثة في نهر التايمز من قبل غافير هيكسام، كانت قد جدّفتها ابنته ليزي. الرجل ملاح يكسب رزقه من استخراج الجثث وأخذ النقود من جيوبها، قبل تسليمها إلى السلطات. تدلّ الأوراق التي كانت موجودة في جيوب الرجل الغارق على أنه الوريث جون هارمون. يأتي شاب غامض للتعرف على الجثة الغارقة في المياه، يُدعى يوليوس هاندفورد، ثم يختفي.
وفقًا لشروط وصية الرجل البخيل، تؤول ثروته بأكملها إلى السيد والسيدة بوفين، وهما شخصان ساذجان طيّبا القلب كانا يرغبان بالاستمتاع بها ومشاركتها مع الآخرين. يحتويان العروس، الآنسة ويلفر التي خاب أملها من الوريث الغارق، في أسرتَيهما، ويعاملونها كطفلة مدللة ووريثة. وأيضًا يقبلان عرضًا من يوليوس هاندفورد، الذي كان يُدعى وقتها باسم جون روكسميث، للعمل سكرتيرًا سريًا ورجل أعمال دون راتب عندهما. يستخدم روكسميث هذا المنصب لمشاهدة وتعلم كل شيء عن السيد والسيدة بوفين، والآنسة ويلفر، وما حصل بعد غرق الوريث جون هارمون. يوظّف السيد بوفن بائع القصص ذا الساق الواحدة سيلاس ويغ للقراءة له بصوت عالٍ له في المساء، ويحاول ويغ الاستفادة من منصبه ومن قلب السيد بوفين الطيب للحصول على مزايا أخرى من عامل النظافة الثري هذا. عندما تشتري عائلة بوفين منزلًا كبيرًا، يدعوان ويغ للعيش في منزل هارمون القديم. تأمل ويغ أن يجد كنزًا مخفيًا في المنزل، أو في أكوام القمامة الموجودة في البيت.
يُتهم غافير هيكسام الذي عثر على الجثة بقتل جون هارمون من قبل ملاح زميل له اسمه روجر روغ ريديريهود، الذي كان يشعر بالمرارة من إقالة هيكسام له كشريك له على النهر، طامحًا إلى حصوله على مكافأة كبيرة لإخباره عن جريمة قتل. وبسبب هذا الاتهام، كان زملاء هيكسام يتجنبونه على النهر، واستُبعد من زمالة سيكس جولي للحمالين في المنزل العام الذي كانوا يترددون إليه. يترك ابن هيكسام، الشاب الذكي لكن المُتزمّت، تشارلي هيكسام منزل والده ليحسن نفسه في المدرسة، ويتدرب ليصبح مدير مدرسة، بتشجيع من أخته ليزي هيكسام الجميلة. تبقى ليزي مع والدها الذي كرست نفسها له.
قبل أن يتمكن ريدريهود من المطالبة بمكافأته عن اتهامه الخاطئ لهيكسام، يُعثَر على هيكسام ميتًا بإغراق نفسه. تصبح ليزي هيكسام نزيلة عند صانعة ملابس دُمى، وهي مراهقة معاقة تُعرف باسم جيني رين. يعيش والد جيني مُدمن الكحول معهم، وتعامله جيني كطفل. لفتت ليزي عين المحامي الخجول، يوجين رايبورن، الذي لاحظها لأول مرة عند قدومه مع صديقه مورتيمر لايتوود إلى منزل غافير هيكسام، ويقع رايبورن في حبها. ومع ذلك، سرعان ما يكتسب منافسًا عنيفًا اسمه برادلي هيدستون، وهو مدير مدرسة تشارلي هيكسام. لا يريد تشارلي أن تكون أخته ملزمة تجاه أي شخص غيره، ويحاول ترتيب دروس لها مع هيدستون، فقط لتعلم أن رايبورن خطب مُدرّسة ليزي وجيني. سرعان ما ينجذب هيدستون إلى ليزي، بشغف غير معقول، ويتقدم للزواج بها، لكنها ترفضه. غاضبًا من رفضه وموقف رايبورن الرافض تجاهه، يأتي هيدستون لرؤيته كمصدر لجميع مصاعبه، ويتبعه في شوارع لندن ليلًا. تخشى ليزي من تهديدات هيدستون لرايبورن، وتكون غير متأكدة من نوايا رايبورن تجاهها. (يعترف رايبورن للايتهود بأنه لا يعرف حتى الآن نواياه الخاصة). وهي تفر من كِلا الرجلين، وتؤسس عملًا نهريًا في لندن.

## روابط خارجية
- صديقنا المشترك على موقع الموسوعة البريطانية (الإنجليزية)